# Bryan Burk
Pour les articles homonymes, voir Burk (homonymie).
Ne doit pas être confondu avec Brian Burke.
Bryan Burk est un producteur américain né le 30 décembre 1968.

## Filmographie
- 1993 : Future Shock
- 2004 - 2008 : Lost : Les Disparus (Lost) (série télévisée)
- 2005 - 2006 : Alias (série télévisée)
- 2006 - 2007 : What's about Brian
- 2006 - 2007 : Six Degrees
- 2007 - 2008 : Lost: Missing Pieces (téléfilm)
- 2008 : Cloverfield
- 2008 : Anatomy of Hope (téléfilm)
- 2008 : Fringe (série télévisée)
- 2009 : Star Trek
- 2011 : Super 8
- 2011 : Mission impossible : Protocole Fantôme
- 2013 : Star Trek Into Darkness
- 2015 : Mission impossible : Rogue Nation
- 2015 : Star Wars, épisode VII : Le Réveil de la Force
- 2016 : 11/22/63 (mini-série télévisée)
- 2016 : 10 Cloverfield Lane
- 2016 : Star Trek : Sans limites (Star Trek Beyond) de Justin Lin
- 2018 : Mission impossible : Fallout (Mission: Impossible - Fallout) de Christopher McQuarrie